# Blondynka (album)
Blondynka – dziesiąty album studyjny zespołu Bajm, wydany 21 marca 2012 roku przez wytwórnię płytową EMI Music Poland. Album zawiera 11 premierowych kompozycji, a pierwszym singlem promującym płytę został tytułowy utwór „Blondynka”. 
W pierwszym tygodniu sprzedaży album zajął 2. miejsce na liście OLiS.

## Lista utworów
Opracowano na podstawie materiału źródłowego.
1. „Alabaster”
2. „Miłość przeszła obok”
3. „Twoja planeta”
4. „Blondynka”
5. „Kłamstwa i sekrety”
6. „Marbella”
7. „Piękne i podłe”
8. „Tobie, sobie, jej”
9. „Siódmy dzień tygodnia”
10. „Góra dół”
11. „Zostań dla mnie”

## Teledyski
- Góra, dół